# Brandivy
Brandivy (bret. Brandevi) to miejscowość i gmina we Francji, w regionie Bretania, w departamencie Morbihan.
Według danych na rok 1990 gminę zamieszkiwało 856 osób, a gęstość zaludnienia wynosiła 33 osoby/km² (wśród 1269 gmin Bretanii Brandivy plasuje się na 634. miejscu pod względem liczby ludności, natomiast pod względem powierzchni na miejscu 355.).